# Diego Ribera i Ramírez
Diego Ribera i Ramírez (Riba-roja de Túria, País Valencià, 19 de febrer de 1977) és un exfutbolista valencià. Davanter ràpid de gran tècnica amb la pilota als peus, capaç de donar també l'última passada.

## Trajectòria
Va debutar a Primera Divisió amb el València CF la temporada 1993 - 94 amb tan sols 16 anys, convertint-se d'aquesta manera en el debutant més jove del club.
Va aconseguir l'ascens a Primera Divisió amb el Sevilla FC (2000 - 01) i a Segona Divisió amb la SD Ponferradina (2005 - 06). A més, ha disputat 4 promocions d'ascens a Segona Divisió amb el València B, UE Figueres, RCD Espanyol B i Alacant CF. A l'època espanyolista, va disputar un partit a la màxima categoria amb el primer equip.
El gener de 2008 fitxa pel Mazarrón CF, després de passar per un ampli nombre de clubs. L'any 2009 fitxa per l'equip del seu poble, el Riba-roja CF de Tercera Divisió, amb el qual disputa tres temporades i mitja, fins que en finalitzar la temporada 2011-2012, anuncia la seva retirada i penja les botes després d'una llarga carrera dedicada al futbol.
Actualment, segueix vinculat amb el Ribarroja actuant de director esportiu a l'escola de futbol base.

### Selecció espanyola
Ha estat internacional amb Espanya en categories inferiors, proclamant-se Campió d'Europa Sub-18 l'any 1995 i tercer classificat en el Campionat d'Europa de 1994. Posteriorment, va disputar el Campionat del Món Sub-20, quedant en cinquena posició.

## Clubs
| Club                 | Any         |  |
| -------------------- | ----------- |  |
| València CF          | 1993 - 1994 |  |
| Hèrcules CF          | 1994 - 1995 |  |
| València CF B        | 1995 - 1996 |  |
| UE Figueres          | 1996 - 1997 |  |
| RCD Espanyol B       | 1997-1998   |  |
| Recreativo de Huelva | 1998-1999   |  |
| Córdoba CF           | 1999 - 2000 |  |
| Sevilla FC           | 2000 - 2001 |  |
| Real Jaén CF         | 2001 - 2002 |  |
| Girona FC            | 2002 - 2004 |  |
| Nàstic de Tarragona  | 2004 - 2005 |  |
| Alacant CF           | 2004 - 2005 |  |
| SD Ponferradina      | 2005 - 2007 |  |
| Oriola CF            | 2007 - 2008 |  |
| Mazarrón CF          | 2008        |  |
| Riba-roja CF         | 2009 - 2012 |  |